# Пам'ятки археології, виявлені на території Кременчука
Пам'ятки археології, які були виявлені на території Кременчука
| № п/п | Назва пам'ятки         | Розташування                                         | Фото | Короткі відомості   |
| ----- | ---------------------- | ---------------------------------------------------- | ---- | ------------------- |
| 1     | Багатошарове поселення | Раківка, берег Дніпра, район дач                     |      | неоліт, бронза тощо |
| 2     | Багатошарове поселення | Район силікатного заводу                             |      |                     |
| 3     | Багатошарове поселення | Затон                                                |      |                     |
| 4     | Курган                 | Вул. Олексія Древаля, 138                            |      |                     |
| 5     | Курган                 | Вул. Ломоносова (навпроти будинку № 8)               |      | зруйнований         |
| 6     | Курган                 | Кладовище, вул. Індустріальна                        |      |                     |
| 7     | Курган                 | Кладовище, проспект Полтавський — ріг Вул. Некрасова |      |                     |